# Kosinus (Comic)
Kosinus ist die Titelfigur eines Comicstrips von Guba & Ully (Gunter Baars und Ully Arndt), der in der ehemaligen Computerzeitschrift Happy Computer aus dem Markt & Technik Verlag in den 1980er Jahren veröffentlicht wurde.
Kosinus ist ein Computerkid, ein Technik-Freak schlechthin, der mit der realen Welt nichts im Sinn hat. Aufgrund der fanatischen Begeisterung für seinen Computer und die Technik im Allgemeinen ereignen sich teilweise recht absurde Situationen. Jede Folge ist in sich abgeschlossen und besteht aus 2–3 Bildelementen.
Der Eichborn Verlag veröffentlichte 1988 ein 80-seitiges Taschenbuch mit dem Titel Kosinus. Computer-Kid. Ich dich auch!.
In der Computerzeitschrift 64’er aus dem Markt & Technik Verlag trat er ab Ausgabe 7/92 die Nachfolge von Rockus an.